# Wiedźmin: Rodowód krwi
Wiedźmin: Rodowód krwi (ang. The Witcher: Blood Origin) – amerykańsko-polski miniserial fantasy, stworzony przez Declana de Barrę i Lauren Schmidt Hissrich na podstawie książek Andrzeja Sapkowskiego o wiedźminie Geralcie. Stanowi prequel do serialu Wiedźmin.
Serial miał premierę 25 grudnia 2022 roku na Netfliksie i składa się z czterech odcinków. Otrzymał w większości negatywne recenzje od krytyków, krytykujących scenariusz, fabułę, postacie, aktorstwo i brak wierności materiałowi źródłowemu, chociaż sekwencje akcji spotkały się z pewnymi pochwałami.

## Fabuła
Akcja rozgrywa się 1200 lat przed wydarzeniami z serialu Wiedźmin. Przedstawia ona stworzenie pierwszego Wiedźmina, a także wydarzenia prowadzące do „Koniunkcji Sfer”. Przedstawia również starożytną elfią cywilizację Xin'trea przed jej upadkiem. Bard Jaskier zostaje uratowany z wojny przez tajemniczą elfkę Seanchai, która każe mu spisać nieopowiedzianą legendę o siedmiu wojownikach, którzy wystąpili przeciwko siłom Xin'trea po zamachu stanu.

## Obsada
- Sophia Brown[5] (polski dubbing: Ewa Prus[6]) jako Eile
- Michelle Yeoh (Ewa Konstancja Bułhak) jako Scían
- Laurence O’Fuarain (Jan Aleksandrowicz-Krasko) jako Fjall Kamienne Serce
- Mirren Mack (Natalia Kujawa) jako Księżniczka Merwyn
- Lenny Henry (Przemysław Bluszcz) jako Balor
- Jacob Collins-Levy (Przemysław Wyszyński) jako Eredin
- Lizzie Annis (Lena Schimscheiner) jako Zacaré
- Huw Novelli (Jan Butruk) jako Callan
- Francesca Mills (Barbara Garstka) jako Meldof
- Zach Wyatt (Kamil Pruban) jako Syndril
- Minnie Driver (Agnieszka Kunikowska) jako Seanchaí
- Samuel Blenkin (Tomasz Olejnik) jako Avallac'h
- Nathaniel Curtis (Otar Saralidze) jako Brían
- Joey Batey (Marcin Franc) jako Jaskier

## Odcinki
| Nr | # | Tytuł                                     | Polski tytuł                                  | Reżyseria                   | Scenariusz                      | Premiera (Netflix) |
| --- | - | ----------------------------------------- | --------------------------------------------- | --------------------------- | ------------------------------- | ------------------ |
| 1 | 1 | Of Ballads, Brawlers, and Bloodied Blades | Ballady, awanturnicy i ostrza skąpane we krwi | Sarah O'Gorman Vicky Jewson | Declan de Barra                 | 25 grudnia 2022    |
| Jaskier ma zostać zabity w bitwie, gdy czas wokół niego zamarza, a Seanchai opowiada mu historię siedmiu bohaterów walczących z imperium, podczas której na świat przyszli ludzie i potwory, a także został stworzony pierwszy wiedźmin. Pierwszym, który zostaje przedstawiony, jest Eile, bard, który śpiewa o nisko urodzonych elfach buntujących się przeciwko swoim panom. Drugim jest Fjall, strażnik królewski, który zostaje wygnany za seks z księżniczką Merwyn z Xin'trea (później Cintra). Brat Merwyn, król Alvidir, ma nadzieję wydać ją za władcę rywalizującego królestwa, aby zapobiec wojnie, ale jego doradca Balor przywołuje potwora na spotkanie pokojowe, aby zabić obu przywódców. Balor miał nadzieję traktować Merwyn jako marionetkową cesarzową nowo połączonych królestw, ale ona opiera się jego poleceniom. Rywalizujące klany Eile i Fjalla już nie istnieją i łączą się, aby pomścić stary porządek. Trzecią z siedmiu postaci jest Scian, która opowiada o otrutym królu i świętym mieczu. |   |                                           |                                               |                             |                                 |                    |
| 2 | 2 | Of Dreams, Defiance, and Desperate Deeds  | Marzenia, upór i desperackie czyny            | Vicky Jewson                | Alex Meenehan Aaron Stewart-Ahn | 25 grudnia 2022    |
| Eile, Fjall i Scian próbują obrabować bank, ale to zasadzka, a Scian zostaje ranny zatrutym ostrzem. Trójka ucieka do lasu, gdzie spotyka Callana, czyli Brata Śmierci, zreformowanego zabójcę, który dołącza do nich i prowadzi ich do uzdrowiciela Zacare i mistyczki Syndril, która współpracowała z Balorem, aby wznieść monolity, które pozwalają potworom wejść do świata, ale uciekła i teraz wyjaśnia, że muszą zniszczyć główny monolit w Xin'trea, aby uratować świat. Szóstka próbuje użyć monolitu, aby dotrzeć do Xin'trea, ale kończy na innym świecie, walcząc z gigantycznym potworem przypominającym stonogę. Tymczasem Merwyn zostaje uratowany przez uczonego Avallac'ha przed próbą zamachu i trzyma się go jako sojusznika, który nie jest zobowiązany wobec Balora. Następnie opuszcza zamek, by się przebrać i dowiedzieć się, że ludzie głodują, a współspiskowiec Balora, Eredin, ma sekretnego kochanka z niższej klasy, na co Balor nie pozwala, pozwalając Merwynowi przyprowadzić Eredina na jej stronę, by ukraść księgę Balora i obsługiwać monolit. Osobno krasnolud Meldof zabija elfa za zgwałcenie i zamordowanie jej kochanki Gwen i nadaje jej młotowi imię Gwen. |   |                                           |                                               |                             |                                 |                    |
| 3 | 3 | Of Warriors, Wakes, and Wondrous Worlds   | Wojownicy, stypy i cudowne światy             | Vicky Jewson Sarah O'Gorman | Tania Lotia Kiersten Van Horne  | 25 grudnia 2022    |
| Sześcioro złapanych w innym świecie ucieka przez portal i zamyka go, by przeciąć stworzenie na pół, po czym Meldof zamienia sześć na siedem. Siódemka decyduje się użyć eliksirów, magii i ziół na zwłokach stonogi, by dać jednemu z nich siłę do walki ze stworzeniem Balora. Eile nalega, by było tutaj i prosi o wcześniejsze czuwanie. Eile i Fjall uprawiają później seks. Eile budzi się i odkrywa, że Fjall już zażył miksturę, która uczyniła go pierwszym wiedźminem. Tymczasem Avallac'h nie potrafi wykorzystać mocy monolitu, więc Merwyn uwalnia Balora pod warunkiem, że jej pomoże. Scian proponuje, że zdradzi Eile i Fjalla Merwynowi, który daje swoje wojsko, aby ich przyprowadziło, ale Scian prowadzi go w zasadzkę siódemki, dzięki czemu otrzymają zbroje Xin'trean, które pomogą im przejść przez bramy, po czym planują wywołać zamieszki zbożowe, aby wywołać wystarczająco dużo chaosu, aby zniszczyć monolit i powstrzymać Merwyna. |   |                                           |                                               |                             |                                 |                    |
| 4 | 4 | Of Mages, Malice, and Monstrous Mayhem    | Magowie, zło i potworny chaos                 | Sarah O'Gorman              | Declan de Barra Tasha Huo       | 25 grudnia 2022    |
| Merwyn używa teraz monolitów do inwazji na inne światy, aby znaleźć pożywienie dla swojego imperium, ale Balor wkrótce, co nie powinno dziwić, zdradza ją, aby wchłonąć magię chaosu i wzmocnić siebie. Eile wskrzesza plebs pieśnią. Fjall walczy z potworem Balora, używając swoich wiedźmińskich zdolności. Eile staje twarzą w twarz z Merwynem, który mógł chcieć zniszczyć królestwa i klany, ale który teraz, według Eile, jest „po prostu kolejnym butem szukającym więcej szyjek” i zabija ją. Fjall pokonuje potwora, ale nie może powstrzymać się od ataku na Brata Śmierci, a Eile jest zmuszony go zabić. Syndril powstrzymuje Balora magicznymi środkami, niszcząc monolit i uwalniając Koniunkcję Sfer. Eile jest w ciąży z dzieckiem Fjalla, które według prorokini Itliny będzie miało potomka, który „zaśpiewa ostatni”. |   |                                           |                                               |                             |                                 |                    |

## Produkcja
W lipcu 2020 roku ogłoszono, że Netflix dał zielone światło sześcioodcinkowemu miniserialowi będącemu prequelem do telewizyjnej adaptacji powieści Andrzeja Sapkowskiego. Declan de Barra został zatrudniony na stanowisko showrunnera. W styczniu 2021 roku Jodie Turner-Smith została obsadzona w serialu. Laurence O’Fuarain dołączył do obsady w marcu, a w kwietniu  Turner-Smith musiała odejść z powodu konfliktów w harmonogramie. W lipcu dołączyła Michelle Yeoh, a Sophia Brown przejęła rolę po Turner-Smith.
Zdjęcia do serialu rozpoczęły się w sierpniu 2021 roku w Wielkiej Brytanii, a do obsady dołączyli m.in. Lenny Henry, Mirren Mack, Nathaniel Curtis i Dylan Moran. Declan de Barra ogłosił, że w listopadzie 2021 roku zakończono zdjęcia i rozpoczęta została postprodukcja.

## Odbiór
Na stronie agregującej recenzje Rotten Tomatoes 28% z 39 recenzji krytyków jest pozytywnych, ze średnią oceną 5,2/10. Na Metacritic, który używa średniej ważonej, seria otrzymała wynik 45 na 100 na podstawie 15 recenzji krytyków.
David Griffin, który recenzował serial dla IGN, chwalił go za efekty specjalne, sceny akcji i „angażującą grupę outsiderów” jako protagonistów, ale zauważył, że złoczyńcy w historii nie byli zbyt interesujący. ndrew Webster, piszący dla The Verge, argumentował, że bez tytułowego Wiedźmina (Geralta z Rivii) lub innego zapadającego w pamięć głównego bohatera, serialowi brakuje czegoś wyjątkowego, co pozwoliłoby mu się wyróżnić. David Opie piszący dla Digital Spy również skrytykował obsadę, zauważając, że „Większość tych postaci, a zatem samo Blood Origin, pozostają frustrująco ograniczone”.